# Hans Heybroek
Hans Maurits Heybroek, bekend als Hans M. Heybroek, (Bussum, 30 mei 1927 – Wassenaar, 13 juni 2022) was een Nederlandse botanicus, die zich zijn gehele werkzame leven bezighield met iepen. Hij wordt wel (gekscherend?) "iepen-professor" genoemd. Hij deed onderzoek naar de iepenziekte en hield zich bezig met het kruisen van resistente soorten en de vermeerdering daarvan. De cultivars 'Commelin’, ‘Groeneveld’, ‘Lobel’,
‘Plantijn’, ‘Clusius’, ‘Dodoens’, ‘Stavast’ en ‘Columella’ waren er het resultaat van. 

## Biografie
Hans Heybroek werd geboren in Bussum in 1927, als jongste in een gezin met vier kinderen. Vader Maurits Heybroek was koopman, moeder Herta Karoline Marie Katharina Mohr was onderwijzeres uit Cottbus. Hij bezocht de Gooische HBS (de voorloper van het Goois Lyceum. Hij werd lid van de natuurhistorische club "de Gooische Trekvogels" en van de Nederlandse Jeugdbond voor Natuurstudie (NJN), die in 1928 was opgericht.
Heybroek kreeg, omdat ie ondergedoken had gezeten, in 1945 z'n eindexamen "cadeau" en ging tropische landbouw studeren aan de toenmalige Landbouwhogeschool in Wageningen. Toen korte tijd later bleek dat in Indonesië geen Nederlandse bosbouwers meer werden toegelaten legde hij zich toe op plantensociologie, plantenziektekunde en erfelijkheidsleer.
1 September 1953 trad Hans in dienst van het Plantenziektenkundig laboratorium 'Willie Commelin Scholten' in Baarn, dat onder leiding stond van Johanna Westerdijk. Daar moest hij onderzoek doen naar het "invuren" van bomen door de Nectria sinnabarina (het gewoon meniezwammetje). Daarbij lag de nadruk op de schade aan iepen in het algemeen, en Ulmus minor 'Christine Buisman' in het bijzonder. Christine Buisman had tot haar onverwachte overlijden in 1936 op het laboratorium gewerkt; ze was daar opgevolgd door Johanna Catharina Went. Ze had de eerste iep veredeld, die resistent was tegen de iepenziekte, maar helaas niet tegen Nectria sinnabarina.
Na twee jaar verschoof zijn aandacht naar de veredeling van iepen met het oog op resistentie tegen de iepenziekte.
In 1959 trouwde Heybroek met Ada Loder. Een jaar later maakte Heybroek een expeditie naar de Himalaya. Bijna vier maanden zocht hij naar nieuwe iepen voor het inkruisen van resistentie. 
In 1967 kwam hij in dienst van het Bosbouwproefstation 'De Dorschkamp'. 
In 1968 waren Hans en Ada een jaar te gast op universiteiten in Iowa, Michigan en Pennsylvania in de Verenigde Staten. 
In 1993 ging Heybroek met pensioen.
In 2008 ontving hij de bronzen S.G.A. Doorenbospenning van de Nederlandse Dendrologische Vereniging.
Hij overleed op 13 juni 2022.

## Iepen
Vanaf 1920 werden veel iepen aangetast door de iepziekte. Niet alleen in Nederland – de ziekte heerst, nog steeds, op vier werelddelen –,  maar omdat de ziekte voor het eerst beschreven werd door Nederlandse onderzoek(st)ers, werd wereldwijd de naam "Dutch elm disease" (Hollandse iepziekte) gebruikt (compleet met afkorting "DED"). Door de iepziekte verdwenen heel veel iepen, uit bossen en aangeplante. En ze stonden overal: "in dorpen en steden, rond boerderijen en kerken, op stadswallen en bij forten, in parken en tuinen, langs wegen en dijken. Het is bij uitstek de boom die bij en tussen de mensen zijn plek heeft, misschien meer dan enige andere boomsoort." Even leek het erop dat de iep helemaal zou verdwijnen in straten en parken. Maar vooral na de Tweede Wereldoorlog heeft Heybroek een belangrijke rol gespeeld bij het terugbrengen van de iep in het Nederlandse landschap en straatbeeld.

## Iep of Olm
Met Hans Kaljee en Leo Goudzwaard schreef Heybroek het standaardwerk Iep of Olm: Karakterboom van de Lage Landen. Ze kregen daarbij hulp van een groot aantal gastschrijvers, die bijdragen leverden. Het boek begint met een uitgebreid (cultuur-)historisch deel, waarin de geschiedenis van de iep wordt gevolgd vanaf het Mesolithicum, toen touw werd gemaakt van iepenbast (p. 13). Dat in Europa ongeveer 5000 jaar geleden het aandeel iep in de bossen plotseling werd gehalveerd, kan – zo is de stelling – wellicht worden verklaard door het feit dat boeren toen op grote schaal iepenloof aan hun vee gingen voeren (p. 23). Heilige iepen komen aan de orde, en de betekenis van de iep voor de wijnbouw. Natuurlijk komen de iepen aan de orde die geschilderd zijn in de zestiende eeuw en later. 
Een volgend hoofdstuk handelt over de "Hollandse" iepziekte (Engels: Dutch elm disease, afgekort als DED), die haar naam kreeg omdat het Hollandse biologen, zoals Dina Spierenburg en Bea Schwarz, waren die de ziekte voor het eerst beschreven en onderzochten. Later stortte ook Christine Buisman zich op de iepen, en na haar Johanna Catharina Went. Het gemeenschappelijke van deze vrouwelijke wetenschappers was dat ze allemaal uit de "school" van Johanna Westerdijk kwamen: het phytopathologisch Laboratorium 'Willie Commelin Scholten' in Baarn. Het onderzoek strekte zich uit over de periode 1919 tot 1936. Na de Tweede Wereldoorlog was het in Nederland vooral Hans Heybroek, die het iepenonderzoek op de agenda wist te houden. 
De iepenziekte waart nog steeds rond. In Amsterdam, de iepenstad bij uitstek (er stonden in 2009 nog ongeveer 75.000 iepen), is de uitval jaarlijks rond de 0,5 % (gemiddeld 500 bomen). Maar de ziekte is door serieuze controle, opsporing en bestrijding beheersbaar geworden, en bij de nieuwste resistente cultivars is de uitval gering. Ook in Den Haag, waar 20.000 iepen langs straten en in lanen staan, wordt intensief aan de bestrijding van de iepenziekte gewerkt.
Het tweede deel van Iep of Olm behandelt de biologie van de iep. Hoeveel insecten (afgezien van de iepenspintkever, de overbrenger van de iepenziekte) leven er op een iep? Welke gallen komen er op iepen voor? Hoeveel mossen, korstmossen en paddenstoelen leven op of bij iepen? Welke plantengemeenschappen zijn er met iepen? (p. 100-149) 
In het tweede deel wordt ook de taxonomie van het genus Ulmus uitvoerig behandeld (p. 150-179) en ten slotte worden een aantal "kampioenen" en andere bijzondere iepen besproken, zoals de fladderiep in het Belgische Casteau – de dikste iep van België. De hoogste iep van Nederland, een ruwe iep of bergiep, staat op het landgoed Amelisweerd. Hij was 38,1 meter hoog in 2009. (p. 180-187)
Het laatste deel van het "standaardwerk" behandelt de toekomst (p. 190-205). 
Het boek wordt afgesloten met een uitgebreide "Alfabetische lijst van cultivars" (p. 206-245) en een literatuuropgave (p. 246-261).